# ترزيز
الترزيز هو مصطلح طبخيّ يعني تمرير الطعام من خلال مطحنة طعام ‏ أو مرززة، والتي تأتي في عدة أشكال.